# 風媒傳粉

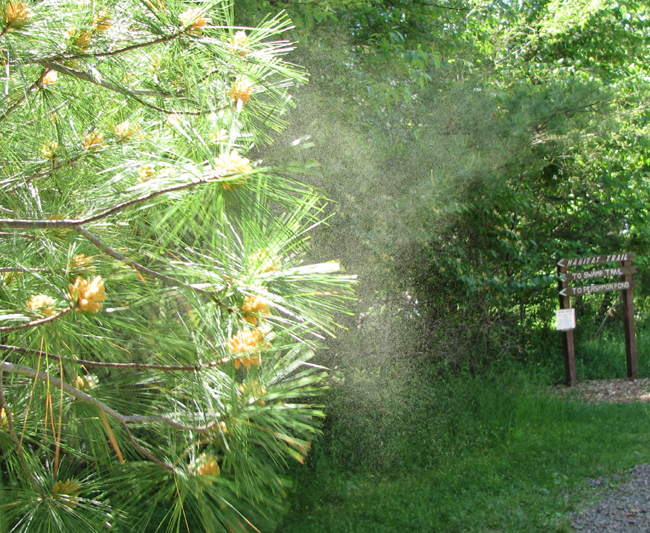
一棵松樹在散發孢子。松是典型的風媒傳粉植物

風媒傳粉是指植物仰賴風力傳粉的特性。裸子植物幾乎完全倚賴風媒傳粉，而風媒傳粉的開花植物品種數量亦僅次於動物傳粉的植物。
風媒傳粉植物的花（稱為風媒花）通常較不起眼，而且每株植物的花的數量較仰賴其他傳粉媒介的植物少。花的雄蕊瘦長、表面平滑，並呈現外掛的形態，令花粉較容易隨風飄逸。雌蕊的柱頭形狀較不規則，以擴大表面積增加捕捉花粉的機會。風媒花不會分泌花蜜，因此也沒有蜜源標記。
風媒傳粉植物的花粉/胚珠比率（P/O比）較高，例如松科植物的P/O比為一百萬，歐榛的P/O比則達二百五十萬。也有一些風媒傳粉植物的P/O比與動物傳粉的植物較為接近（如垂枝樺的P/O比約為6700）。由風力傳播的花粉或孢子含有較少孢子花粉素，質量較輕，抵銷了製造額外的花粉或孢子的成本。
風媒傳粉的被子植物各有不同種類的花。禾本科和燈心草科的植物都有雌雄同花的品種；而殼斗目、山毛櫸科和樺木科的植物則會開雌雄同株的單性花。至於一些榆科、大麻科和蕁麻科的風媒傳粉植物則是雌雄異株的。
一些以動物傳粉植物為主的類目也會含有風媒傳粉的品種，例如唐松、小地榆以至蒿屬、楊屬都是其中的例子。